# 何懿德
何懿德，MH（1946年11月21日—），香港企業家。香港運輸業人士，道路安全專家，交通意外重組專家。他於2002年獲香港特區政府頒發榮譽勳章，2013年獲頒授職業訓練局榮譽院士，現任職香港賽馬會重型車輛排放測試及研究中心督導委員會主席，曾任香港理工大學機械工程學系兼任教授。
何於2002年獲香港特區政府頒發榮譽勳章，以肯定他對香港社會及道路安全的貢獻。
近年，他積極協助香港創新科技公司推動智能安全駕駛應用及車隊管理系統，並擔任香港科技園種子公司綠色安全科技有限公司首席企業顧問。 

## 生平
何年少時就讀荃灣聖芳濟中學（1967年畢業），後分別取得香港理工學院機械工程文憑及英國工業管理學會工業管理文憑。他是運輸業學徒，累積工作經驗後，演變為營商，逾40年後退休。至2013年初，何正式退休前，是香港、北京、上海及新加坡等地共六家國際企業的董事總經理。
何曾經出任交通意外重組課程（供警務人員報讀）和香港專業教育學院（李惠利）開辦的汽車工程課程的課程委員會委員和校外考試委員，並曾經協助職業訓練局工程學科接受香港學術及職業資歷評審局的課程甄審和學術範疇評審；1988年起，開始擔任職業訓練局校外考試委員。在出任賽馬會重型車輛排放測試及研究中心督導委員會主席之前，他曾經擔任該委員會的榮譽顧問8年時間。自2007年起，他擔任職業訓練局 程學科顧問委員會委員，亦曾任機電科技應用高級文憑課程委員會主席及工程學科課程委員會的外間委員。

### 公職
- 道路安全議會委員
- 汽車業技能提升計劃評估小組主席
- 汽車業行業培訓諮詢委員會委員
- 針對舊車廢氣排放採取加強執法措施的技術方案審查會委員
- 審理車輛減少排放物器件的專家小組主席
- 交通審裁處審裁員
- 綠色運輸試驗基金督導委員會委員 [7]
- 香港學術及職業資歷評審局專家
- 全國航空貨運及地面設備標準化技術委員會委員

### 運輸業商會
- 香港航空業協會創會會長[8]
- 香港汽車會會長
- 香港汽車運動賽事委員會主席
- 國際汽車及航空工程師學會─香港主席[9]
- 香港汽車高級駕駛協會主席
- 香港汽車服務業聯會永遠榮譽顧問[10]
- 香港汽車工業學會會長[11]
- 香港航空服務營運商協會主席[12]
- 賽馬會重型車輛排放測試及研究中心督導委員會主席

### 學術成就及榮譽
- 國際汽車及航空工程師學會─美國分會院士
- 英國汽車工業學會院士
- 英國陸路運輸工程師學會院士
- 英國營運工程師學會院士